# Zhanna Mamazhanova
Zhanna Mamazhanova (Semey, 26 de enero de 1994) es una corredora de fondo kazaja, especialista en carreras desde los 5000 metros hasta la maratón.

## Carrera
Se inició en el atletismo corriendo en diversas competiciones a nivel nacional en el año 2011. Seis años después, en 2017, hizo su primera aparición internacional en la Maratón de Hannover, donde corrió en un tiempo de 2:47:36 horas, quedando en quinto puesto de la carrera.
En 2018 corrió en el Campeonato Mundial de Media Maratón, que se celebró en la ciudad de Valencia (España), donde terminó en 106.ª posición con un tiempo de 1:22:35 horas. Al año siguiente participaría en la Maratón de Berlín, donde mejoró su tiempo respecto a 2017, bajando hasta las 2:42:04 horas (5:32 minutos menos).
En mayo de 2021, ganó la el maratón de Fürstenfeld (Austria), realizandoó su marca personal hasta la fecha en 2:29:01 horas de tiempo, clasificándose posteriormente para los Juegos Olímpicos de Tokio 2020, en la que fue su primera cita olímpica. En la competición de maratón femenina terminó en el puesto nº 46, con 2:37:42 horas.
El 31 de octubre de 2021 lograba el podio en la Clásica Internacional Marsella-Cassis (Francia), donde compitió en la modalidad de media maratón, y acabó siendo bronce con una marca de 1:16:28 horas.

## Resultados

### Por temporada
| Representando a Kazajistán | Representando a Kazajistán            | Representando a Kazajistán | Representando a Kazajistán | Representando a Kazajistán | Representando a Kazajistán |
| -------------------------- | ------------------------------------- | -------------------------- | -------------------------- | -------------------------- | -------------------------- |
| Año                        | Competición                           | Lugar                      | Puesto                     | Modalidad                  | Marca                      |
| 2017                       | Maratón de Hannover                   | Hannover                   | 5ª                         | Maratón                    | 2:47:36 h.                 |
| 2018                       | Campeonato Mundial de Media Maratón   | Valencia                   | 106.ª                      | Media maratón              | 1:22:35 h.                 |
| 2019                       | Maratón de Berlín                     | Berlín                     | 33ª                        | Maratón                    | 2:42:04 h.                 |
| 2021                       | Maratón de Fürstenfeld                | Fürstenfeld                | 1ª                         | Maratón                    | 2:29:01 h.                 |
| 2021                       | Juegos Olímpicos                      | Tokio                      | 46.ª                       | Maratón                    | 2:37:42 h.                 |
| 2021                       | Media maratón de Cannes               | Cannes                     | 1ª                         | 10 kilómetros              | 34:57 min.                 |
| 2021                       | Clásica Internacional Marsella-Cassis | Marsella                   | 3ª                         | Media maratón              | 1:16:28 h.                 |
| 2022                       | Maratón de Róterdam                   | Róterdam                   | 3ª                         | Maratón                    | 2:26:54 h.                 |
| 2022                       | Campeonato Mundial de Atletismo       | Eugene                     | 21ª                        | Maratón                    | 2:31:15 h.                 |

### Mejores marcas
| Disciplina    | Marca         | Lugar    | Fecha               |
| ------------- | ------------- | -------- | ------------------- |
| 1500 metros   | 4:42:54 m.    | Biskek   | 16 de junio de 2018 |
| 3000 metros   | 10:12:09 m.   | Almaty   | 26 de julio de 2015 |
| 5000 metros   | 17:17:74 m.   | Almaty   | 28 de julio de 2019 |
| 10 kilómetros | 36:54,09 min. | Almaty   | 26 de julio de 2019 |
| Media maratón | 1:20:18 h.    | Almaty   | 24 de abril de 2016 |
| Maratón       | 2:26:54 h.    | Róterdam | 10 de abril de 2022 |